# Georges Ulmer
Georges Ulmer (oprindeligt Jørgen Frederik Ulmer) (16. februar 1919 i København – 29. september 1989 i Marseille, Frankrig) var en dansk komponist, tekstforfatter, sanger og skuespiller, som blev fransk statsborger.
Han blev udnævnt til Ridder af Dannebrog og begravet på Assistens Kirkegård i København.

## Pigalle
Jørgen Ulmer voksede op i Spanien og begyndte her sin karriere som sanger, tekstforfatter og komponist af filmmusik. Det var imidlertid i Frankrig, at han fandt sit ståsted og fortsatte karrieren. Især opsætningen af Pigalle fra 1944 på Montmartre i Paris, Place Pigalle gav ham stor anerkendelse.
Ud over Georges Ulmer, har en lang række af andre kunstnere indsunget sangen, bl.a. Paul Anka, Bing Crosby, Petula Clark og Silvio Berlusconi.